# Джърси
Вижте пояснителната страница за други значения на Джърси.
Джързи [ˈdʒɜːrzɪ] или Джърси, наричан още Бейлиуик Джърси (на английски: Bailiwick of Jersey; на френски: Bailliage de Jersey; на нормански: Jèrri) е остров в протока Ла Манш и (заедно с по-малки острови) едноименно коронно владение на Великобритания, част от Нормандските острови.
Има специфичен статут на политическа зависимост от Британската корона, без да е част от Обединеното кралство Великобритания и Северна Ирландия  и от Европейския съюз.

## География
Джърси е остров с размери 118,2 km2. Намира се в Ла Манш, на около 22 km от континенталната суша Нормандия във Франция и на около 161 km южно от Великобритания. Той е най-големият и най-южен от островите в протока.
Климатът е умереноокеански с мека зима и прохладно лято. Средната годишна температура от 11,6 °C (52,9 °F) е близка до тази на южния бряг на Обединеното кралство, но часовете слънчева светлина – 1918, са значително повече от където и да било във Великобритания.
Островът е зает от плато, дълги песъкливи плажове на юг и високи скални брегове на север. В платото се простират и долини.

## Население
Населението на острова е 90 800 души през 2007 година.

## Деление
Територията на Джърси административно се подразделя на 12 окръга.